# Ezekija
Ezekija je bio trinaesti po redu kralj Judejskog kraljevstva, sin i nasljednik kralja Ahaza. Oca je naslijedio kada mu je bilo 25 godina, kraljevao je dvadeset i devet godina od 716–687. pr. Kr. Majka mu se zvala Abi (2 Kr 18,1–2), Zaharijina kći.

## Ezekijino mjesto i uloga u Bibliji
Druga knjiga o Kraljevima donosi prikaz uvoda u kraljevanje Ezekijino (2 Kr 18,1–8), osvajanje Samarije od strane Asirija kralja Šalmanasara V. (2 Kr 18,9–12),  Sanheribova vojna koja osvaja judejske gradove (2 Kr 18,9–12),  poslanstvo kraljevskog peharnika, asirski je kralj poslao iz Lakiša u Jeruzalem kralju Ezekiji velikog dvoranina i peharnika s jakom vojskom (2 Kr 18,17–37), Ezekijina pitanja proroku Izaiji, šalje svoje sluge k Izaiji (2 Kr 19,1–7), povlačenje velikog peharnika  (2 Kr 19,8–9), Ezekija dobiva Sanheribovo pismo i moli se Jahvi  (2 Kr 19,10–19), tada Izaija, sin Amosov poručuje Ezekiji kako Jahve, Bog Izraelov uslišah molitvu koju mu uputi zbog Sanheriba, kralja asirskog (2 Kr 19,20–34), smrt Sanheribova  (2 Kralj 19,35–37). Ezekijina bolest i ozdravljenje (2 Kr 20,1–11), babilonski kralj Merodak–Baladan šalje svoje poslanike s darom Ezekiji jer bijaše čuo da se razbolio i ozdravio (2 Kr 20,12–19) i svršetak Ezekijina kraljevanja Ezekija koji nije opisan nego nas pisac upućuje u Drugu knjigu Ljetopisa judejskih kraljeva (2 Kr 20,20–21).
Druga knjiga Ljetopisa donosi prikaz Ezekijine vjerske obnove unutar kraljevstva, ponovo je otvorio i obnovio Dom Jahvin, čišćenje Hrama (Ljet 29,3–17), prinosi žrtve okajnice u Jahvin Dom (Ljet 29,18–36), poslije čišćenja Hrama i obreda pomirenja moglo se opet nastaviti bogoslužje koje se započinje svečanom liturgijom. Ezekija poziva cijeli narod u Jahvin Dom u Jeruzalemu da proslave Pashu (Ljet 30). Obnova bogoštovlja i obnova svećeništva, Ezekija je svećeničke i levitske redove po njihovim redovima svakoga prema njegovoj službi, svećenike i levite za paljenice i za pričesnice da služe, slave i hvale Boga na vratima Jahvina tabora. (Ljet 31). I opis Sanheribove najezde i Sanheribovo bogohulne riječi. Ljetopisac hvali Ezekija kao odlučnu i hrabru osobu, te pokazuje kako soko|li narod da ima pouzdanja u Jahvinu pomoć. Ezekija se suprotstavlja na teške napade Sanheribove vojske zajedničkom molitvom s prorokom Izaijom, Amosov sin, zazivajući Jahvu u pomoć i tada Javhe pošalje anđela koji uništi asirsku vojsku (Ljet 32,20–23). Ezekijino oboljenje i Jahvina pomoć ozdravljenju (Ljet 32,24). I Ezekijev svršetak: „Ezekija je počinuo kod svojih otaca. Sahranili su ga na usponu kako se ide ka grobovima Davidovih sinova. Po smrti su mu odali počast svi Judejci i Jeruzalemci. Na njegovo se mjesto zakraljio sin mu Manaše“. (Ljet 32,33)
Pogl. 36–39 iz Izaija posuđena su iz Druge knjige o Kraljevima, u kojima je naglašena Ezekijina pobožnost koje se očituje u Izaijinom proroštvu. Značajno je da on sve do kraja ponavlja srž svoje poruke: treba se uzdati u Jahvu a ne u sile ovoga svijeta.